# Michael White
Pour les articles homonymes, voir White.
Michael White (né le 29 décembre 1948, Adelaide et mort le 4 avril 2008, San Diego) est un travailleur social australien, inventeur de la Thérapie narrative, qui est devenue une théorie importante pour la psychothérapie actuelle[réf. nécessaire]. Il a également été à la source de techniques qui furent adoptées dans d'autres approches théoriques.

## Activités
Michael White a été codirecteur du Dulwich Centre à Adelaide en Australie-Méridionale jusqu'en 2007. En 2008, il a créé le Narrative Practices Adelaide, un lieu renommé de formation aux Pratiques Narratives, avec un groupe de thérapeutes intervenant dans différentes parties du monde. La mission de ce centre est de fournir des services de thérapie et des séminaires de formation sur le travail thérapeutique avec les individus, les couples, les familles, les groupes et les communautés, ainsi que de fournir un cadre favorable à l'exploration des développements visant à améliorer les pratiques narratives.
Michael White pratiquait la thérapie familiale. Il a publié de nombreux articles et plusieurs livres importants dans le domaine de la thérapie familiale et de la thérapie narrative, notamment "Narrative Means to Therapeutic Ends" (Les Moyens Narratifs au Service de la Thérapie , dont il fut coauteur avec David Epston. Son dernier livre, "Maps of Narrative Practice" (Cartes des Pratiques Narratives), dans lequel il formalisait la structure des conversations thérapeutiques des pratiques narratives, est aussi disponible en français aux éditions Satas.
Michael White animait régulièrement des cursus de formation intensive en thérapie narrative. Il a contribué d’une manière significative aux formations à travers le monde. Il animait aussi régulièrement des ateliers de conseil et de thérapie de groupe sur tous les continents.
Il affirmait avoir été principalement influencé par les travaux théoriques de Michel Foucault et de Gregory Bateson, ainsi que par Jacques Derrida, Jerome Bruner, Barbara Myerhoff, Lev Vygotski, Gilles Deleuze, Pierre Bourdieu. Il s'appuyait sur la pensée non-structuraliste et le constructionisme social.
Citation :
« Favoriser une définition générale acceptable du problème » et « Externaliser le problème » sont des techniques thérapeutiques qui émergent de la théorie de la Thérapie narrative.

## Publications

### Ouvrages de Michael White publiés en anglais
- avec David Epston, Narrative Means to Therapeutic Ends (New York: W. W. Norton, 1990).   (ISBN 0-393-70098-4)
- avec David Epston, Experience, Contradiction, Narrative and Imagination: Selected papers of David Epston & Michael White, 1989-1991 (Adelaide, South Australia: Dulwich Centre Publications, 1992) - [Expérience, controverse, narration et imagination : textes choisis de David Epson et Michael White]
- Re-Authoring Lives: Interviews and Essays (Adelaide, South Australia: Dulwich Centre Publications, 1995).  (ISBN 0-646-22735-1)
- Narratives of Therapists' Lives (Adelaide, South Australia: Dulwich Centre Publications, 1997).
- Reflections on Narrative Practice (Adelaide, South Australia: Dulwich Centre Publications, 2000).
- Narrative Practice and Exotic Lives: Resurrecting diversity in everyday life (Adelaide, South Australia: Dulwich Centre Publications, 2004).  (ISBN 0-9577929-9-9)

### Ouvrages de Michael White publiés en français
- Les moyens narratifs au service de la thérapie, éditions Satas, 2003.
- Cartes des pratiques narratives, éditions Satas, 2009.

### Autres ouvrages et articles sur l'approche narrative
- Comprendre et pratiquer l'approche narrative, ouvrage collectif coordonné par Pierre Blanc-Sahnoun et Béatrice Dameron, avec un texte inédit en français de Michael White, InterÉditions-Dunod, 2009.
- Les thérapies narratives, Serge Mori, Georges Rouan, Bruxelles, De Boeck Supérieur, Carrefour des psychothérapies », 2011, 176 pages.
- Qu'est-ce que l'approche narrative ?, Alice Morgan, collection « InterÉditions », InterÉditions, 2015.